# Подмошье (Московская область)
Подмошье — деревня в Дмитровском районе Московской области России. Население — 194 чел. (2010).

## История
В XVII веке село Подмошье Каменского стана было вотчиной Московского Вознесенского девичьего монастыря, «что на Москве, в Кремле городе, у Фроловских ворот». В 1544 г. село Подмошье Каменского стана — вотчина Московского Вознесенского монастыря.
После секуляризации монастырских земель в 1760-х годах село поступило в ведение коллегии экономии, как государственное.
В 1766 году село Каменского стана Дмитровского уезда, владение Коллегии экономии, ранее Московского Вознесенского монастыря, душ 272.
В 1859 году казённое село при колодце. 104 двора, 733 жителя (339 мужчин, 394 женщины).
В 1890 году в селе Синьковской волости 3-го стана 712 жителей. Усадьба князя Долгорукова. Паяльно-игрушечное заведение крестьянина Петра Ивановича Филатова, 13 рабочих, управляет сам владелец. Начальное и полное земские училища (попечитель — крестьянин Фёдор Фёдорович Абаленихин (Абомелихин). Законоучитель — свящ. Пётр Ильинский, учительница — Вера Курова, помощница — Анна Новожилова).
В 1899 году здесь проживало 750 человек.
В 1911 году в 7 верстах от уездного города, 123 двора. Военно-шорные заведения Михаила Ивановича Зверева (10 рабочих), Семена Ивановича Зверева (15 рабочих), Якова Степановича Бузихина (6 рабочих) и Петра Акимовича Кузнецова (7 рабочих), а также жестяно-паяльные заведения Егора и Алексея Петровичей Филатовых, по 3 рабочих в каждом. Все заводы открыты в 1905 г., управляют сами владельцы, трудятся мужчины.
В 1926 году село является центром одноимённого сельсовета Дмитровской волости. В 138 крестьянских дворах проживало 753 жителя (308 мужчин, 445 женщин).
В 1950 году вокруг Подмошья произошло укрупнение мелких колхозов. Колхоз «Имени XVIII съезда партии» с центром в Подмошье объединил 9 населенных пунктов. В 1959 году объединенный промколхоз «Победа» преобразовали в совхоз «Дмитровский». Животноводство этого некогда успешного хозяйства прекратило существование.

## Население
| 2002 | 2006 | 2010 |
| ---- | ---- | ---- |
| 214  | ↘204 | ↘194 |

## Инфраструктура
В деревне размещается Горшковская средняя школа.

## Достопримечательности

### Церковь Николая Чудотворца
Дата основания — не позже XVI в. Дата постройки последнего здания — 1819—1822. Расположена посреди села.
Вначале в селе была деревянная клетская церковь во имя Николая Чудотворца. На месте престола разобранной деревянной церкви в первой трети XIX века была выстроена деревянная часовня.
Существующая ныне каменная Никольская церковь выстроена на месте прежней, на средства прихожан.
Кирпичная однокупольная церковь в стиле классицизма, построенная в 1819—1822. В 1819 году был выстроен основной, холодный храм.
Новые трапезная и колокольня построены по проекту 1870, в трапезной — Покровский и Ильинский приделы. После 1870 года трапезная и колокольня были вновь перестроены.
В 1896—1899 гг. был сооружён новый иконостас. В XX веке на месте тройного окна на южном фасаде трапезной устроены ворота, из восточного окна сделана дверь. Расписаны северное и южное окна нижнего четверика колокольни.
Церковь закрыта в 1939. В советское время в здании располагался склад зерна совхоза «Зареченский».
Открыта вновь в 2000, отремонтирована. Первое после открытия богослужение состоялось 14 ноября 2000 года.

### Святой источник
На окраине Подмошья под небольшим православным крестом бьет святой источник. Вода в нем не замерзает даже в лютые морозы. Этот источник освятил нынешний настоятель Никольского храма отец Андрей (Барышев). Рядом с источником — купальня. Здесь ежегодно в Крещение собирается народ совершить священное омовение.